# Amazon Tall Tower Observatory

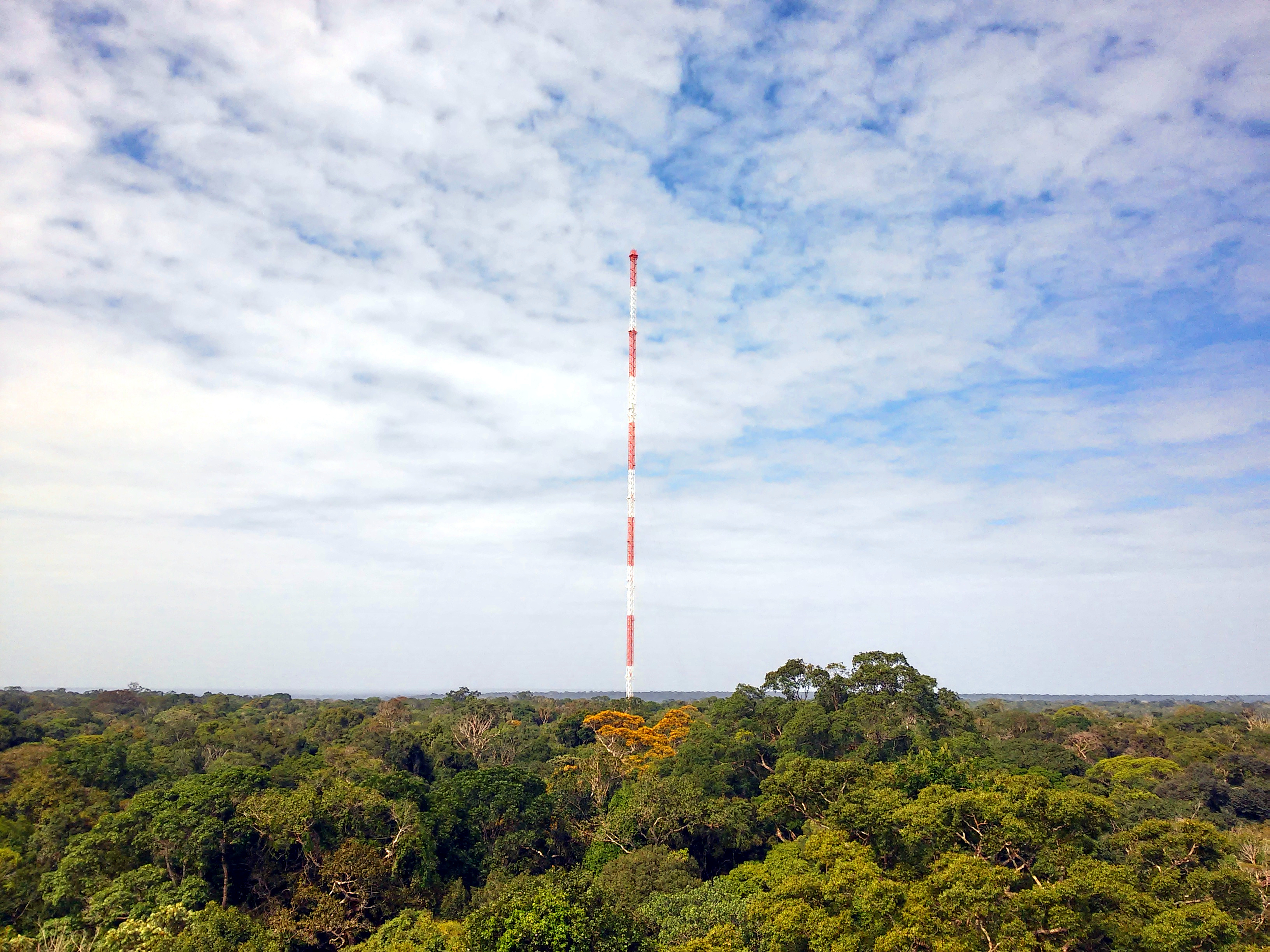
La torre ATTO osservata da una delle torri di 80 m

L'Amazon Tall Tower Observatory o ATTO (in portoghese : Observatório de Torre Alta da Amazônia traducibile in italiano come: Osservatorio della Torre Alta dell'Amazzonia) è una struttura di ricerca scientifica nella foresta pluviale amazzonica in Brasile . L'infrastruttura include una torre alta 325 metri che si estende molto al di sopra della canopia della foresta e due torri di 80 metri, più piccole, che consentono ai ricercatori di raccogliere campioni dalla superficie del suolo al di sopra della canopia della foresta. Inoltre, ci sono laboratori-container, un campo base e siti vicini per studiare la vegetazione e i processi nel suolo . La torre di ricerca è più alta di un metro rispetto alla Torre Eiffel ed è attualmente la struttura più alta del Sud America . Tutte le torri sono dotate di una vasta gamma di strumenti per misurare le proprietà chimiche e fisiche dell'atmosfera, come concentrazioni di gas serra, aerosol e dati meteorologici.

## Descrizione
L'osservatorio è un progetto congiunto tra Germania e Brasile coordinato dall'Istituto Max Planck per la biogeochimica da parte tedesca e dall'Istituto nazionale brasiliano di ricerca amazzonica, INPA (Instituto Nacional de Pesquisas da Amazônia) da parte brasiliana. Altri importanti partner di ricerca includono l'Istituto Max Planck per la chimica e l'Università dello Stato dell'Amazzonia (UEA, Universidade do Estado do Amazonas), con la partecipazione di oltre 20 istituti di ricerca e università in Brasile, Germania e altri paesi. Il costo di costruzione iniziale di 8,4 milioni di euro è stato condiviso in parti uguali dai partner tedesco e brasiliano.
Il sito si trova nelle profondità della foresta pluviale amazzonica . La grande area urbana più vicina è la città di Manaus nello stato dell'Amazzonia, a circa 150 km a sud-est del sito ATTO. Le torri sono utilizzate per studiare le interazioni tra la foresta e l'atmosfera.  Forniscono informazioni su circa 100 km² della foresta pluviale, in gran parte incontaminata. Ciò è particolarmente utile durante la stagione delle piogge, quando il vento porta aria prevalentemente "pulita" nel sito. Durante la stagione secca, la direzione del vento cambia e mette il sito ATTO sotto l'influenza dell'arco della deforestazione " e l'inquinamento dell'aria diventa più evidente anche qui.
La controparte di ATTO "ZOTTO" ( Zotino Tall Tower Observation Facility ) si trova nella Taiga siberiana della Russia.

## Storia
Il progetto è stato lanciato nel 2009. Le due torri da 80 m erano operative già nel 2012. La costruzione della torre più alta è iniziata nel 2014 ed è stata completata nel 2015.